# Pitangueiras (Paraná)
Pitangueiras is een gemeente in de Braziliaanse deelstaat Paraná. De gemeente telt 2.822 inwoners (schatting 2009).